# Анчутка
Анчутка — у східнослов'янській міфології злий дух, бісеня, яке проживало у болоті.

## Характеристика

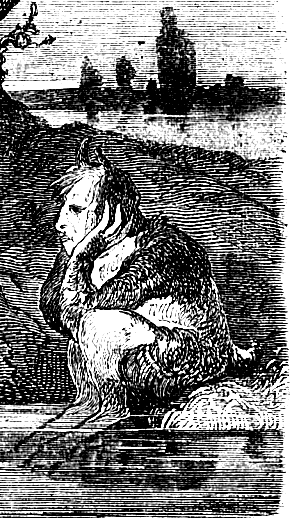
Анчутка на болоті - ілюстрація до оповідання російського письменника Погосский,_Александр_Фомич «Анчутка Беспитний» c 1871 року.

Має крила. Помічник водяників та болотяників. Його ще називають «безп'ятим», «безпалим»; кульгавість — одна з основних прикмет нечистої сили. Анчутка — походить, мабуть, від балтійського качка (або утка), маленька качка.
У більш пізній час — одна з руських назв бісенят. У казках він безп'ятий, тому що вовк йому п'ятку відкусив.

## В бестіарії
Анчутка — маленький злий дух. Зріст анчуток становить всього кілька сантиметрів, їх тіла покриті шерстю і мають чорне забарвлення, а голови у цих злих духів лисі.
Характерною особливістю анчуток є відсутність п'ят. Вважається, що не можна вимовляти вголос назву цього злого духа, тому що анчутка відразу ж на нього відгукнеться і з'явиться прямо перед тим, хто вимовив. … самі маленькі, чорненькі, волохатенькі, ноги їжачині, а голова гола, що у татарчати. О. М. Ремізов, «Банні анчутка» [Архівовано 15 червня 2021 у Wayback Machine.]

## Ареал
Жити анчутка може майже всюди: найчастіше духів можна зустріти в полі, в лазні або на водоймі, так само він вважає за краще селитися ближче до людей, але уникає зустрічей з більш сильними істотами. Проте, середовище проживання накладає особливості на зовнішній вигляд і поведінку злих духів. Можна виділити три основні підвиди анчуток: лазневі, польові, водяні або болотні.
Польові анчутка самі мирні, не йдуть до людей, якщо ті самі не покликали їх.
Водяні і болотні анчутка люблять попустувати, але жарти у них злі і небезпечні, нерідко призводять до смерті людини, так болотний анчутка може схопити плавця за ногу і потягнути його на дно.
Банні анчутка часто лякають людей стогонами, з'являються перед їх очима в різних виглядах, та й просто можуть змусити людину заснути або знепритомніти.
У природі ворогів у анчуток багато — це і більш сильні духи, і дикі звірі. Особливо вони бояться звірів з сімейства собачих: вовків, собак, лисиць.

## Здібності
Анчутка здатний ставати невидимим.
Крім того цей злий дух може приймати будь-яку форму; може обернутися і звіром, і людиною.
«А по весні — і вночі, і вдень — носилася по саду огрядна голісінька молодиця. Тільки кинуться мужики її ловити, вона шусть в ту саму баню — і регоче-заливається. Вломилися в баню, а там порожньо. А на розсипаному попелі закарбувалися сліди, але не жіночі, а чоловічі. Так це ще півбіди! Ось пальці, ось підошва, а п'яти немає … Ну але ж анчутку так і називають — Безп'ятов.» О. М. Ремізов, «Смішлива молодичка» [Архівовано 15 червня 2021 у Wayback Machine.]
Іншою здатністю цього духу є можливість миттєвого переміщення в просторі.

## Як боротися?
Анчутка бояться заліза і солі; якщо злий дух схопив вас, то його потрібно ткнути чимось залізним і тоді він одразу ж вас відпустить. Але зовсім позбутися від анчуток дуже складно, так якщо вони облюбували якесь місце або будівлю, то вигнати їх звідти можна лише знищивши будівлю в вогні і засипавши попелище сіллю.